# Dreifaltigkeitskirche (Gorzów Wielkopolski)

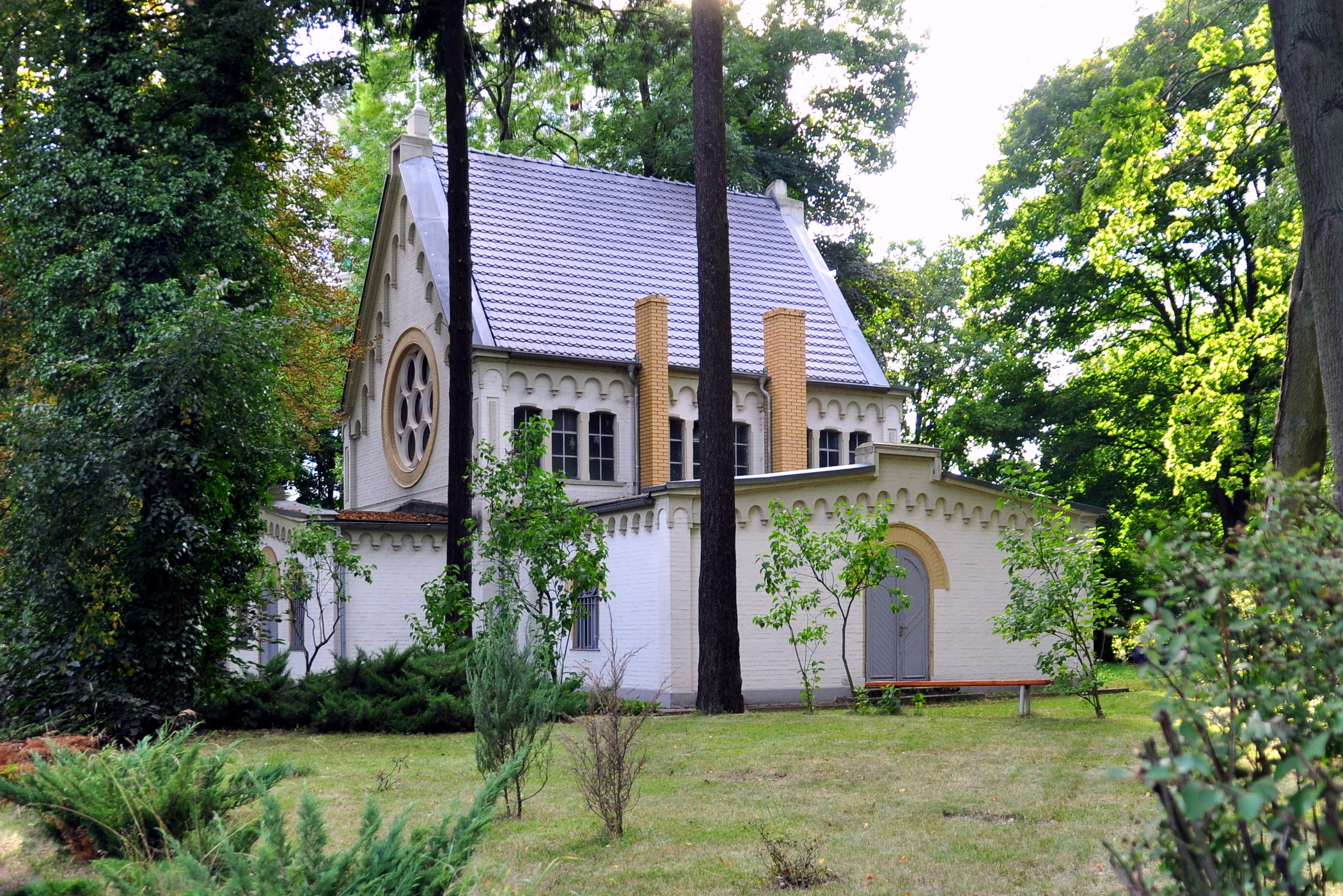
Landsberg an der Warthe, Dreifaltigkeitskirche

Die Dreifaltigkeitskirche ist eine evangelisch-lutherische Kirche in Gorzów Wielkopolski (deutsch: Landsberg an der Warthe), einer Stadt in der polnischen Woiwodschaft Lebus.
Bei der heutigen Dreifaltigkeitskirche handelt es sich um die ehemalige Friedhofskapelle der ehedem evangelischen Marienkirche, einen Backsteinbau in den Formen der Neuromanik vom ausgehenden 19. Jahrhundert. Während des Zweiten Weltkriegs beschädigt, wurde die Kapelle in den Jahren 1964–1965 für die Bedürfnisse der evangelischen Gemeinde adaptiert und mit Ausstattungsgegenständen aus einer 1965 abgebrochenen Kirche in Ludwigsdorf, darunter einem historischen Taufbecken aus dem Jahr 1791, bestückt. 2013 erhielt die Kirche als Geschenk der lutherischen Gemeinschaft eine Orgel der Firma Kemper Orgelbau.